# Spargania subignea
Spargania subignea là một loài bướm đêm trong họ Geometridae.